# Dreieck Suhl
Dreieck Suhl is een knooppunt in de Duitse deelstaat Thüringen.
Op dit knooppunt sluit de A73 vanuit Neurenberg aan op de A71 Dreieck Südharz-Dreieck Werntal.

## Geografie
Het knooppunt ligt in de stad Suhl en werd door de oostflank van de Heiliger Berg gegraben.
Nabij het knooppunt liggen de stadsdelen Mäbendorf, Albrechts en Heinrichs van Suhl.

## Configuratie
Knooppunt
Het is een trompetknooppunt.
Rijstrook
Nabij het knooppunt hebben beide snelwegen 2x2 rijstroken.
Alle verbindingswegen hebben één rijstrook.

## Verkeersintensiteiten
Dagelijks passeren ongeveer 50.000 voertuigen het knooppunt.
| Van                         | Naar                     | Gemiddeld aantal voertuigen per dag |
| --------------------------- | ------------------------ | ----------------------------------- |
| AS Suhl/Zella-Mehlis (A 71) | AD Suhl                  | 22.600                              |
| AD Suhl                     | AS Meiningen-Nord (A 71) | 15.600                              |
| AD Suhl                     | AS Suhl-Zentrum (A 73)   | 14.900                              |

## Richtingen knooppunt
| Aansluitende wegen               | Aansluitende wegen | Aansluitende wegen                        | Aansluitende wegen | Aansluitende wegen                  |
| -------------------------------- | ------------------ | ----------------------------------------- | ------------------ | ----------------------------------- |
|                                  |                    |                                           |                    | richting Suhl / Zella-Mehlis Erfurt |
|                                  |                    |                                           |                    |                                     |
| richting Meiningen / Schweinfurt |                    |                                           |                    |                                     |
|                                  |                    |                                           |                    |                                     |
|                                  |                    | richting Suhl-Zentrum / Coburg Neurenberg |                    |                                     |

## Weblinks
- Autobahndreieck Suhl − Autobahnkreuze & Autobahndreiecke in Deutschland